# Neuf-Brisach
Neuf-Brisach là một xã trong tỉnh Bas-Rhin, thuộc vùng Grand Est của nước Pháp, có dân số năm 2019 là 1.963 người. Thành phố nằm gần bờ sông Rhein gần Colmar, đối diện với thành phố Breisach trong nước Đức. Neuf-Brisach được xây dựng bởi Sébastien Le Prestre de Vauban. 

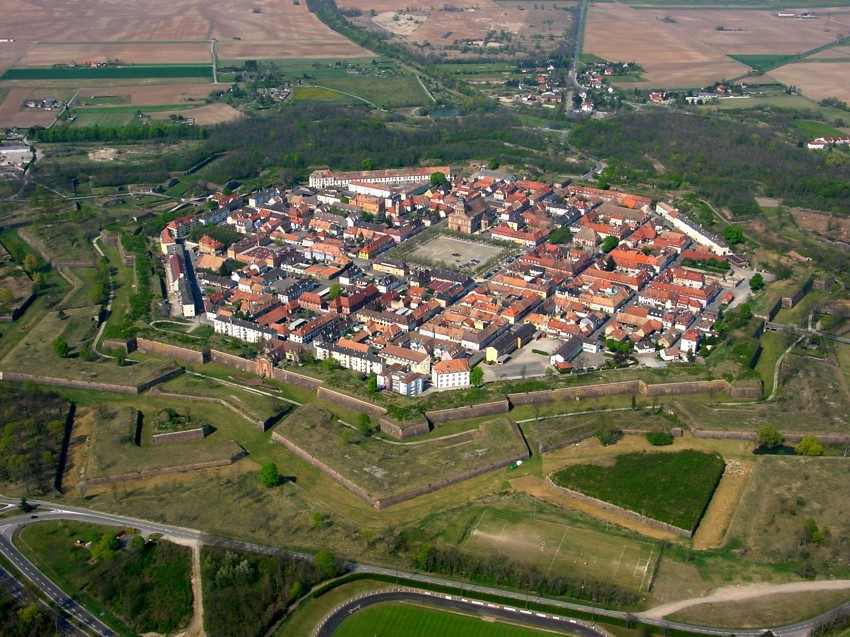

## Thông tin nhân khẩu
| 1962  | 1968  | 1975  | 1982  | 1990  | 1999  |
| ----- | ----- | ----- | ----- | ----- | ----- |
| 2.127 | 2.580 | 2.579 | 2.205 | 2.092 | 2.197 |

## Địa điểm tham quan
- Viện bảo tàng Vauban (trưng bày lịch sử thành phố)
- Công sự thành phố